# Pietruszowa
Pietruszowa lub Pietrusowa – wzgórze o wysokości 308 m n.p.m. Znajduje się w Jaworznie.
Znajduje się w dzielnicy Byczyna na południe od drogi krajowej nr 79.